# Rotunda Zamojska

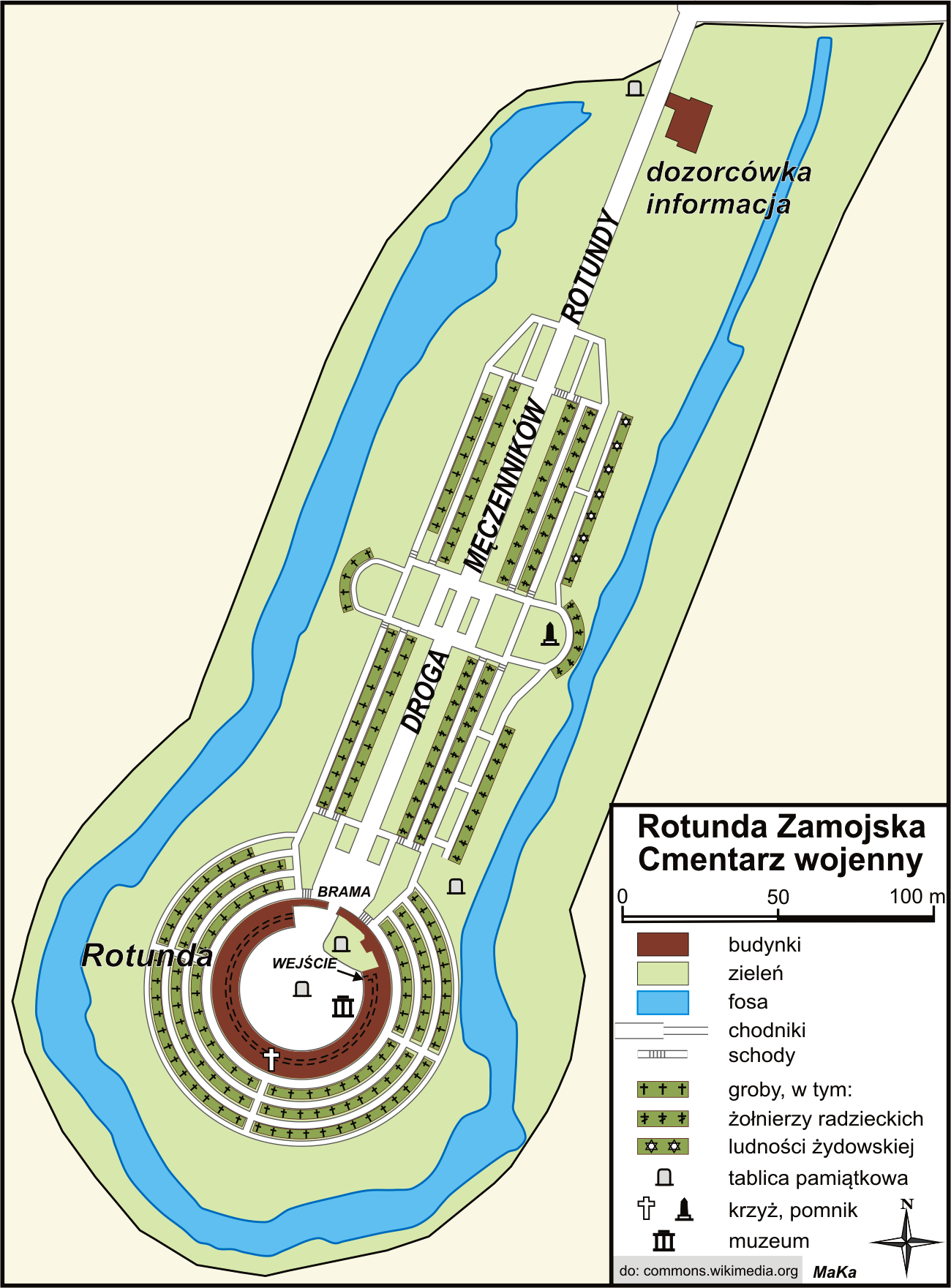
Plan Rotundy i cmentarza wojennego

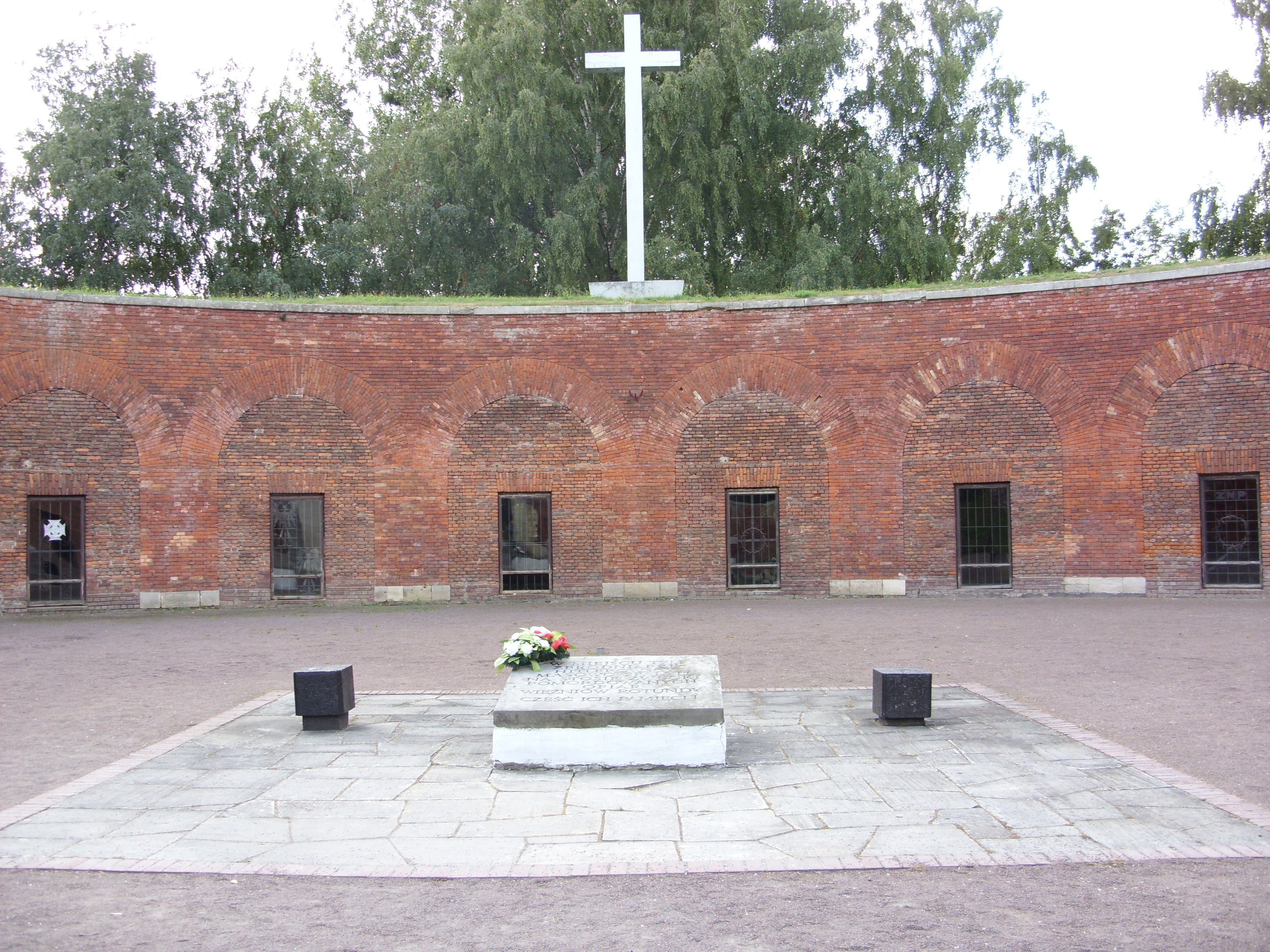
Rotunda Zamojska, miejsce martyrologii ludności Zamojszczyzny 1940-1944

Rotunda Zamojska – powstała w latach 1825–1831 jako działobitnia, po włączeniu Zamościa po Kongresie wiedeńskim w 1815 w granice Królestwa Kongresowego, czyli pod panowanie Rosji. W czasie II wojny światowej, w latach 1940–1944 był tu niemiecki obóz podległy gestapo „Gefangenen Durchgangslager Sicherheitspol” („Jeniecki Obóz Przejściowy Policji Bezpieczeństwa”), miejsce martyrologii ludności Zamojszczyzny. 
Stanowi część miasta o nazwie Rotunda w obrębie dzielnicy Stare Miasto.

## Historia

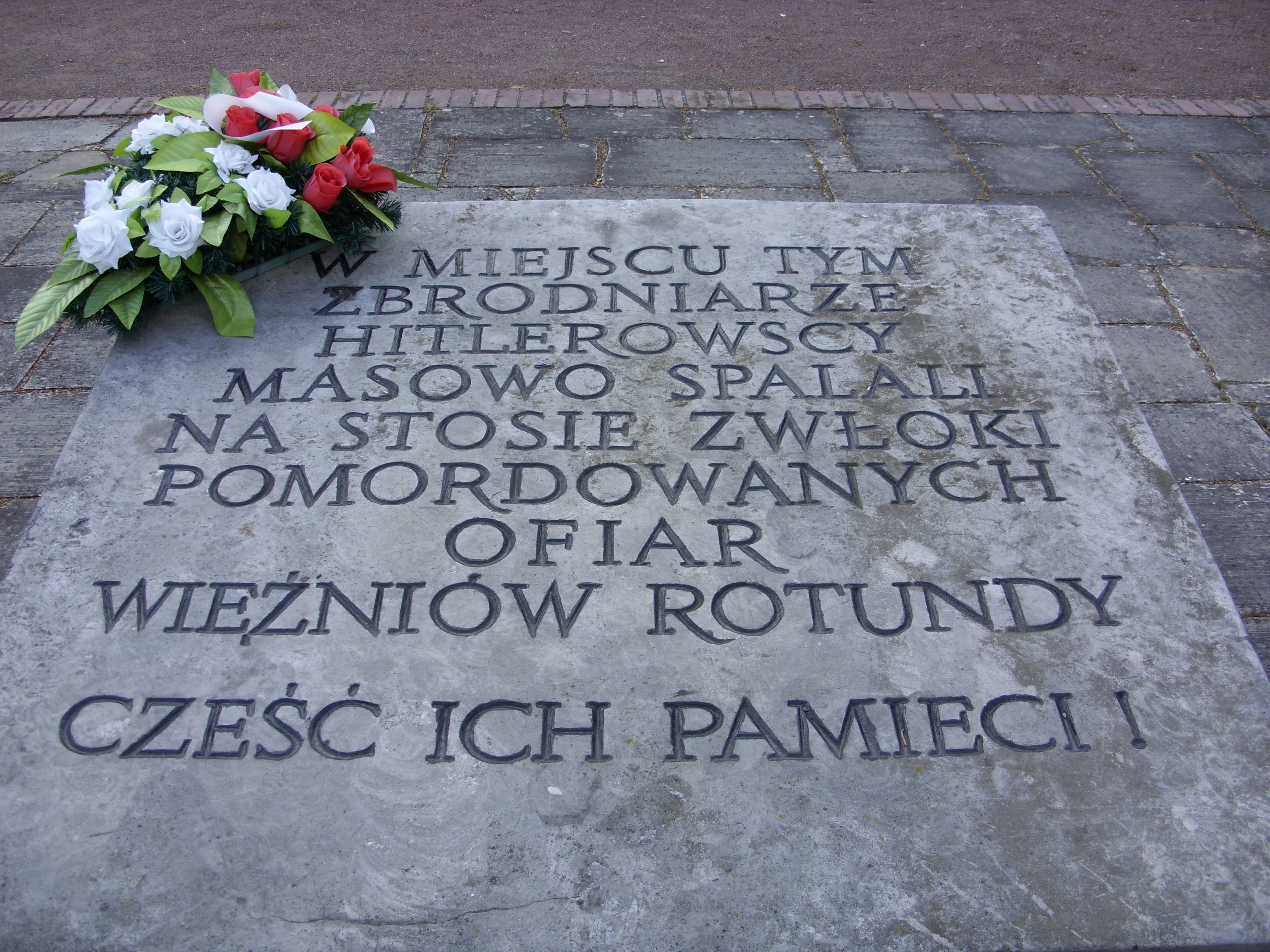
Tablica w miejscu spalania ciał ofiar niemieckiego obozu Rotunda w Zamościu

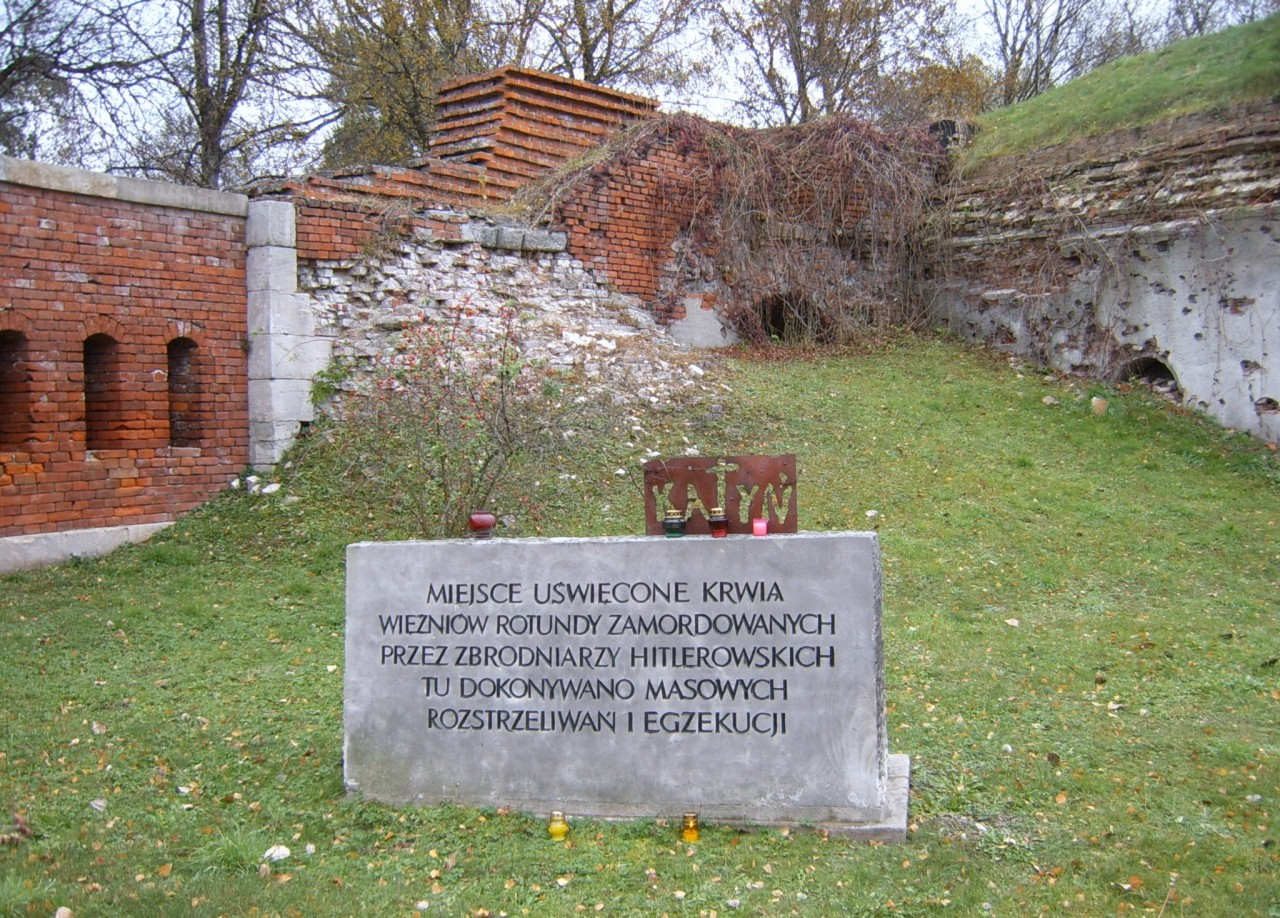
Miejsce egzekucji i rozstrzeliwań więźniów

Budową rotundy kierował francuski gen. Jan Chrzciciel Mallet-Malletski podczas modernizacji zamojskiej twierdzy. Znajduje się ok. 500 m na południe od Starego Miasta, pełniła wówczas ważną funkcję jako stanowisko obronne. Z twierdzą połączona była drogą biegnącą na południe od dawnego bastionu II, osłoniętą wałami i fosą na zewnątrz. Rotunda ma formę grubego (ok. 7 m) pierścienia przykrytego warstwą ziemi, otwartego od strony Starego Miasta, z wysokimi (ok. 9,5 m), ceglano-kamiennymi ścianami, z oknami o funkcji strzelnicy od zewnątrz oraz wejściami do poszczególnych cel od dziedzińca. Zbudowana jest na planie koła o średnicy zewnętrznej 54 m. Wewnętrzny dziedziniec ma 38,5 m średnicy. Znajduje się tam 19 niewielkich, połączonych cel – wcześniej było ich 20, jedna została zniszczona podczas bombardowania niemieckiego na początku II wojny światowej. Do dziś Rotunda otoczona jest fosą od zachodu, południa i wschodu.
W okresie II Rzeczypospolitej stacjonujące w Zamościu pułki Wojska Polskiego 9 Pułk Piechoty Legionów i 3 Pułk Artylerii Lekkiej przejęły obiekty Rotundy.

### II wojna światowa

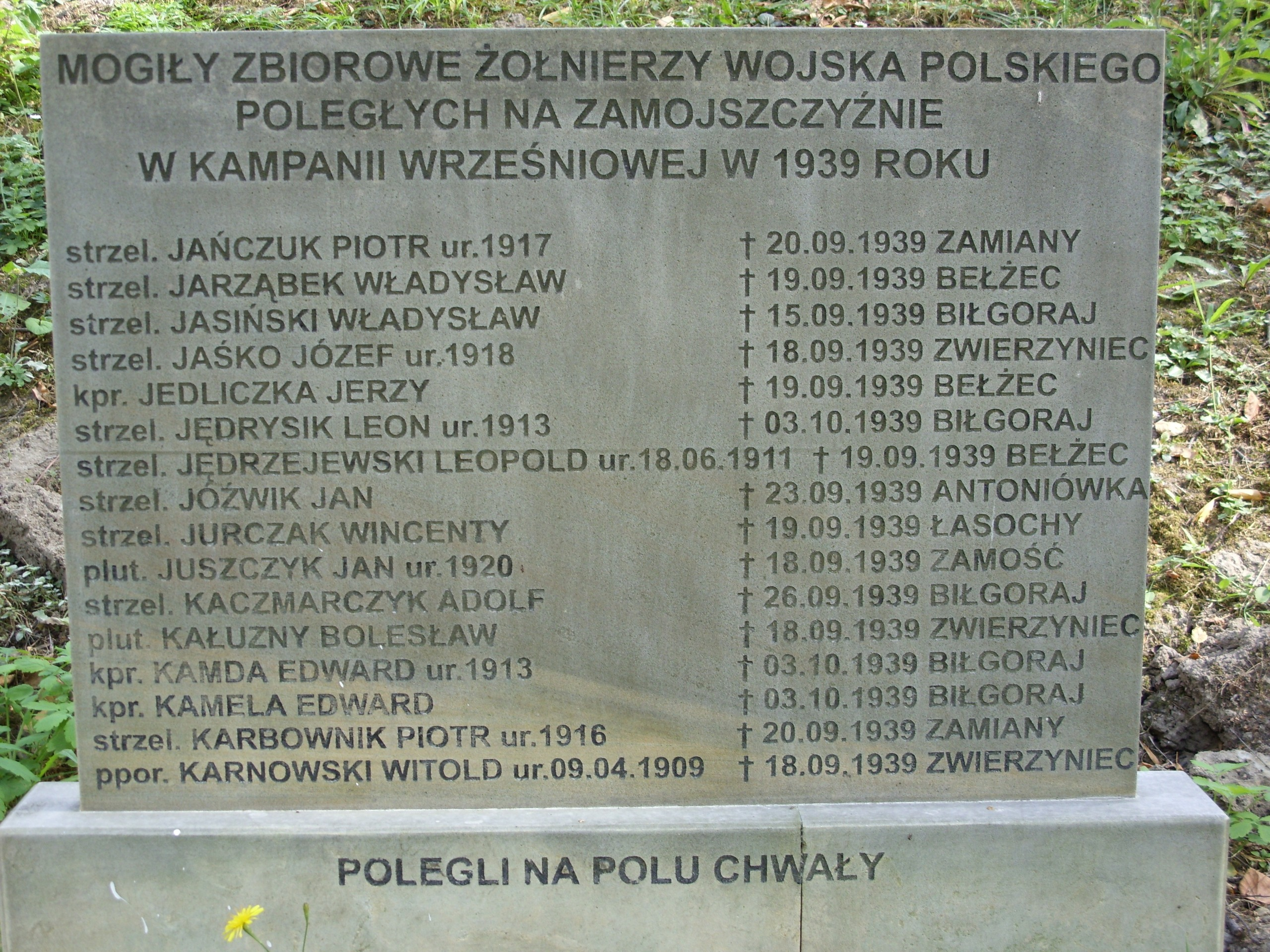
Kwatery Żołnierzy Armii Polskiej z Września 1939 na cmentarzu Rotunda

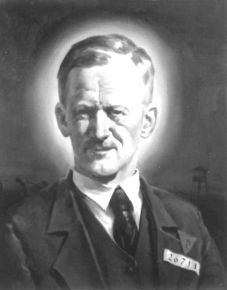
Bł. Stanisław Kostka Starowieyski, więzień Rotundy

Podczas II wojny światowej Niemcy stworzyli tu 19 czerwca 1940 przejściowy obóz dla ludności aresztowanej w ramach niemieckiej Akcji AB Nadzwyczajnej Akcji Pacyfikacyjnej (Außerordentliche Befriedungsaktion), m.in. grupy inteligencji, ludzi związanych z ruchem oporu. Później, w roku 1942, obiekt ten stanowił także miejsce licznych, masowych egzekucji, jakie obejmowały ludność Zamojszczyzny, w tym również dzieci. Podobnie jak w wielu innych miejscach, Niemcy również tu zacierali ślady dokonanych zbrodni; prochy spalonych ofiar zrzucano do fosy-rzeczki biegnącej wokół Rotundy. Szacuje się, że pozbawiono tu życia ok. 8 tysięcy ludzi. Za zbrodnie nikt z oprawców nie został osądzony. Ostatnie egzekucje miały miejsce 20 i 21 lipca 1944, gdy rozstrzelano 150 ludzi, krótko przed wyzwoleniem obozu.
Po zakończeniu działań wojennych i wyzwoleniu miasta spod okupacji niemieckiej w 1944 r., utworzono tu cmentarz z grobami ofiar Rotundy wokół jej murów na zewnątrz oraz groby innych ofiar po obu stronach drogi prowadzącej od północy do jej dziedzińca (uporządkowanych w połowie lat 50.): żołnierzy Armii Polskiej z Września 1939, żołnierzy Armii Krajowej, partyzantów radzieckich i żołnierzy Armii Czerwonej, a także ludności cywilnej, Żydów i ofiar ludobójstwa stalinowskiego. Jest tu wiele grobów bezimiennych, symbolicznych, można też zauważyć groby zbiorowe, ale upamiętniające tragiczne wydarzenia i walkę w obronie Polski. Znajdują się tutaj prochy ponad 45 tysięcy ofiar, żołnierzy oraz partyzantów poległych w czasie okupacji niemieckiej na Ziemi Zamojskiej.
W roku 1947 utworzono tu Muzeum Martyrologii Zamojszczyzny – Rotunda.
Przy wejściu na dziedziniec znajduje się brama z niemieckimi napisami „Gefangenen Durchgangslager Sicherheitspol” („Jeniecki Obóz Przejściowy Policji Bezpieczeństwa”), poniżej mniejszymi literami: Beschlagnahmt im Einvernehmen mit der Ortskommandtr Zamosc (Obiekt zajęty w porozumieniu z komendanturą w Zamościu).
Po lewej stronie, w miejscu zniszczonej celi, znajduje się płyta upamiętniająca rozstrzeliwania i egzekucje więźniów.
Wewnątrz, poszczególne cele zostały poświęcone różnym ofiarom II wojny światowej, nie tylko z Zamojszczyzny, są tam:
1. Ruiny celi zbombardowanej we wrześniu 1939
2. Cela Gospodarcza
3. Cela Wołyniaków[8]
4. Cela Więźniów Politycznych (dawniej Powstańców Warszawy)
5. Cela Prawników i Sędziów
6. Cela Sybiraków (dawniej Nieznanego Więźnia Politycznego)
7. Cela Stowarzyszenia Kupców Polskich
8. Cela Harcerzy[9]
9. Cela Więźniów Majdanka
10. Kaplica. Cela Księży i Duchowieństwa
11. Cela Więźniów Oświęcimia – Auschwitz-Birkenau
12. Cela Pocztowców
13. Cela Nauczycieli
14. Cela Partyzantów
15. Cela Spółdzielców
16. Cela. Zamość w 1939
17. Cela. Zamość i Zamojszczyzna w latach 1940–1942
18. Cela. Wysiedlenia. Pacyfikacje. Dzieci Zamojszczyzny. 1942–1944
19. Cela. Rotunda w systemie więziennictwa niemieckiego
20. Cela. Rotunda w lipcu 1944 roku

Na dziedzińcu znajduje się duża płyta pamiątkowa – w tym miejscu palono ciała zamordowanych. Ostatnich więźniów zamordowano tuż przed ucieczką, ich ciała spaliły się tylko częściowo i są pochowane wokół.
Wśród więźniów obozu Rotunda byli m.in.: błogosławiony Stanisław Kostka Starowieyski, 16-letnia uczennica Grażyna Kierszniewska, 17-letnia uczennica gimnazjum Danuta Sztarejko, jej matka Celina Sztarejko – żona oficera Stanisława Sztarejko, hr. Aleksander Szeptycki, Michał Nowacki wiceburmistrz Zamościa, Wacław Bajkowski prezydent Lublina, płk Zdzisław Maćkowski żołnierz AK, jego dwaj synowie Zdzisław i Jan, jego żona Pelagia Maćkowska, Michał Wazowski burmistrz Zamościa, ks. Antoni Gomółka kapelan harcerstwa, Władysław Szala rolnik, jego 19-letni syn Jan Szala, Henryk Rosiński notariusz, dr Zygmunt Klukowski. Szacuje się, że przez Rotundę przeszło około 50 tys. ludzi.
Na rotundzie obchodzone są uroczystości rocznicowe oraz związane ze świętami państwowymi oraz kościelnymi.
O Rotundzie Zamojskiej opowiada film dokumentalny „Rotunda zamojska – cela śmierci”. Informacje przedstawione w dokumencie skupiają się na tematyce powiązanej z działalnością Obwodu Zamość AK oraz z okresem Powstania Zamojskiego.

## Galeria

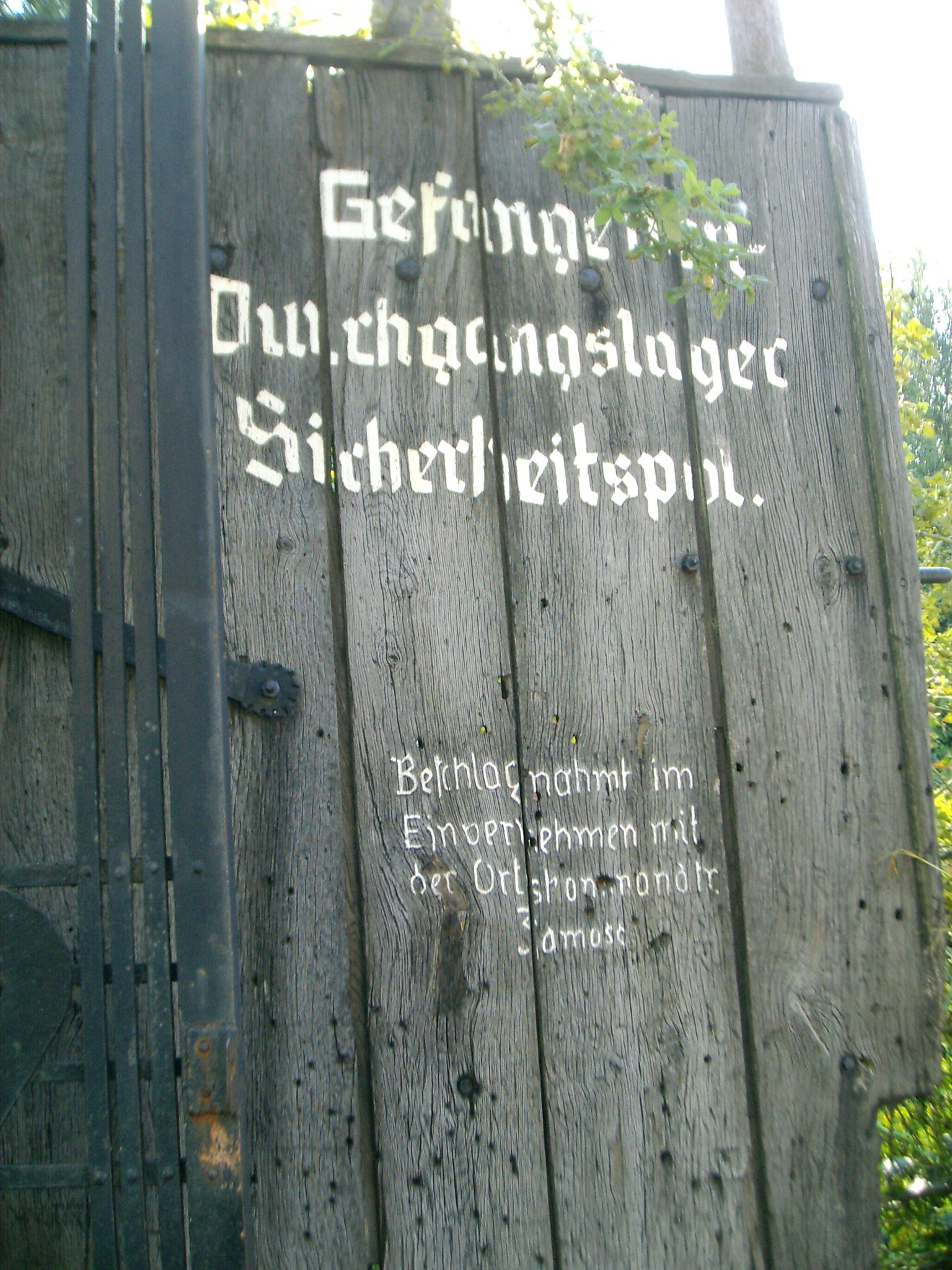
Brama wejściowa na Rotundę
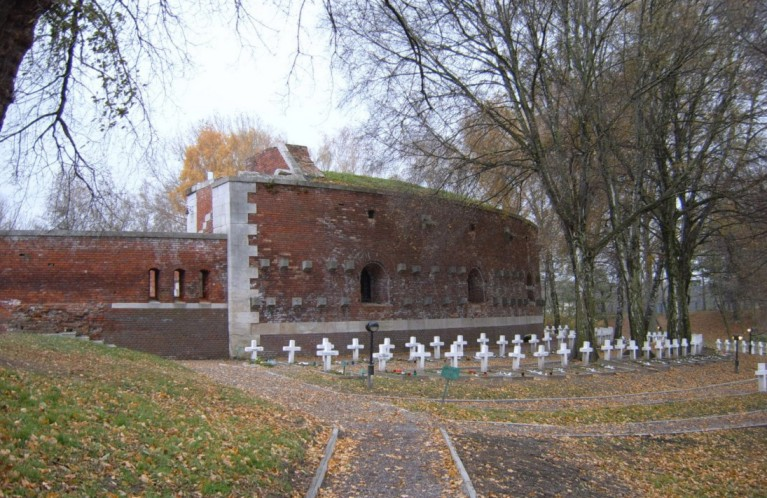
Widok od północy
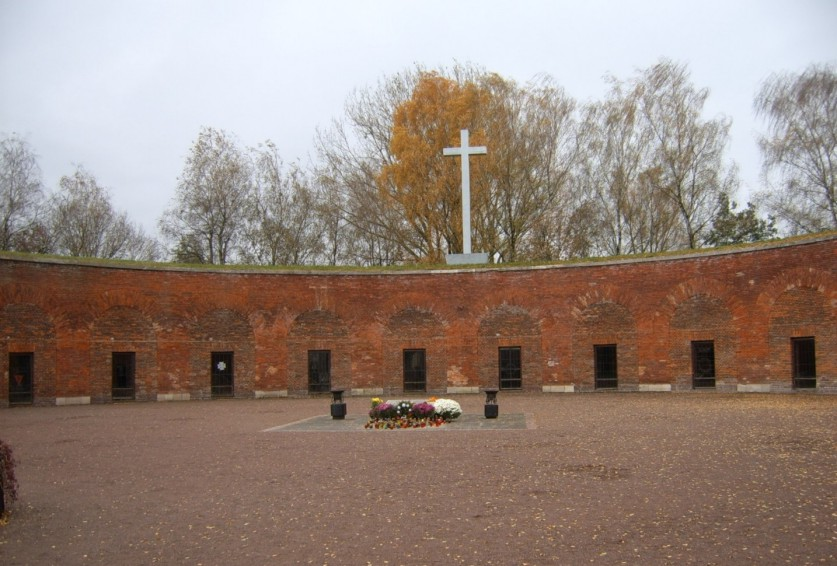
Dziedziniec Rotundy. Na środku placu miejsce spalania ciał
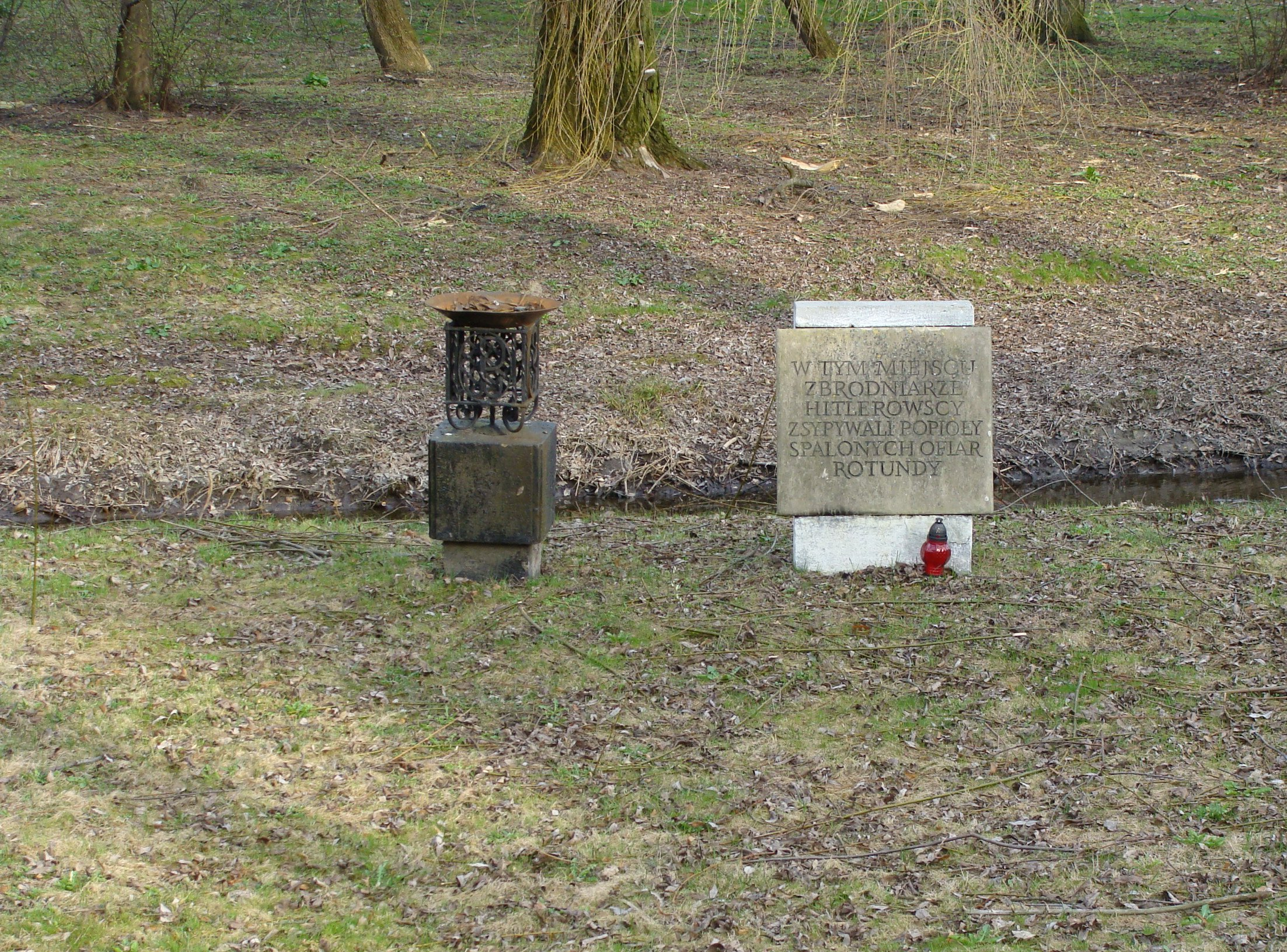
Miejsce wysypywania prochów zamordowanych
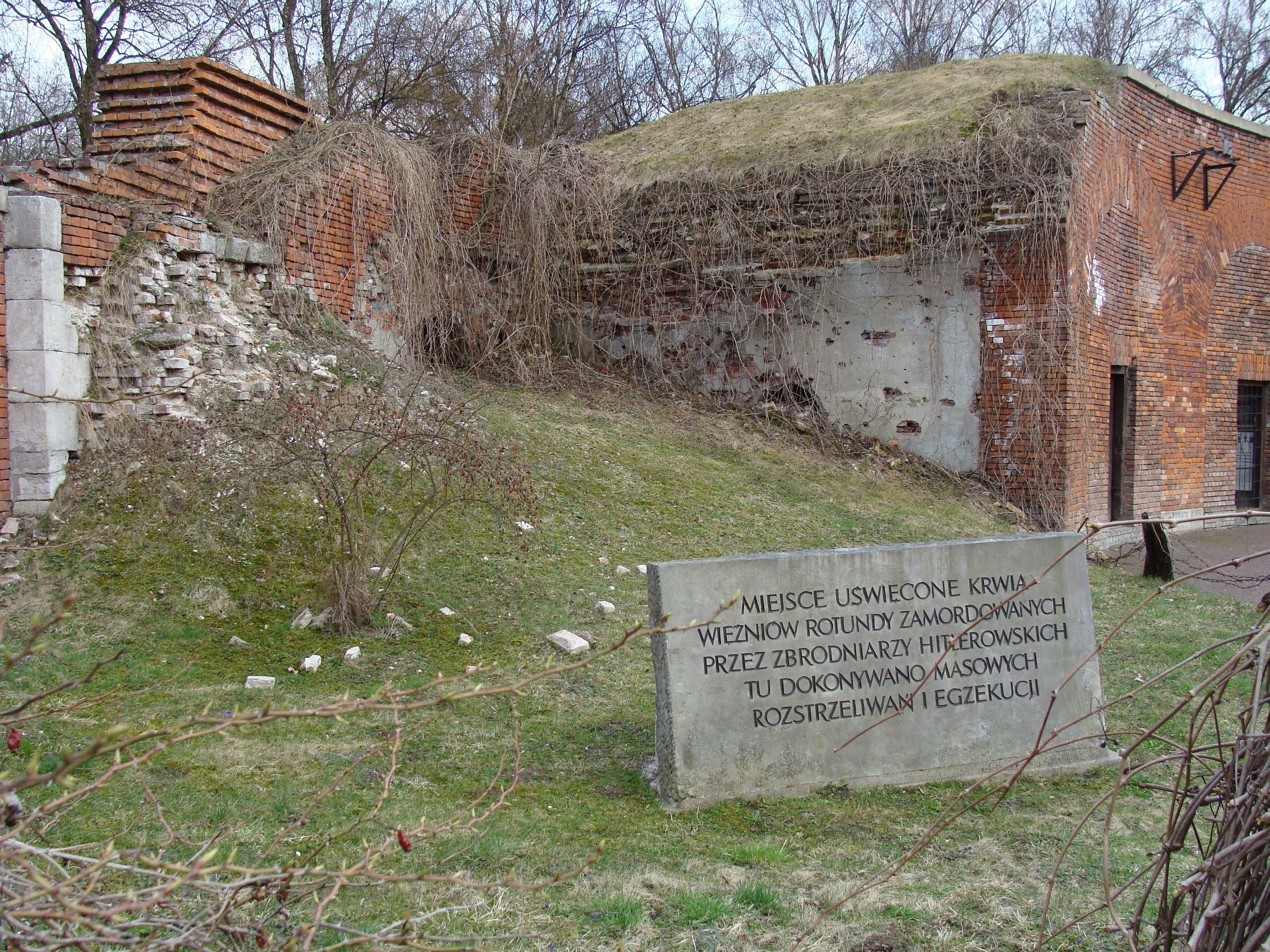
Miejsce rozstrzeliwań
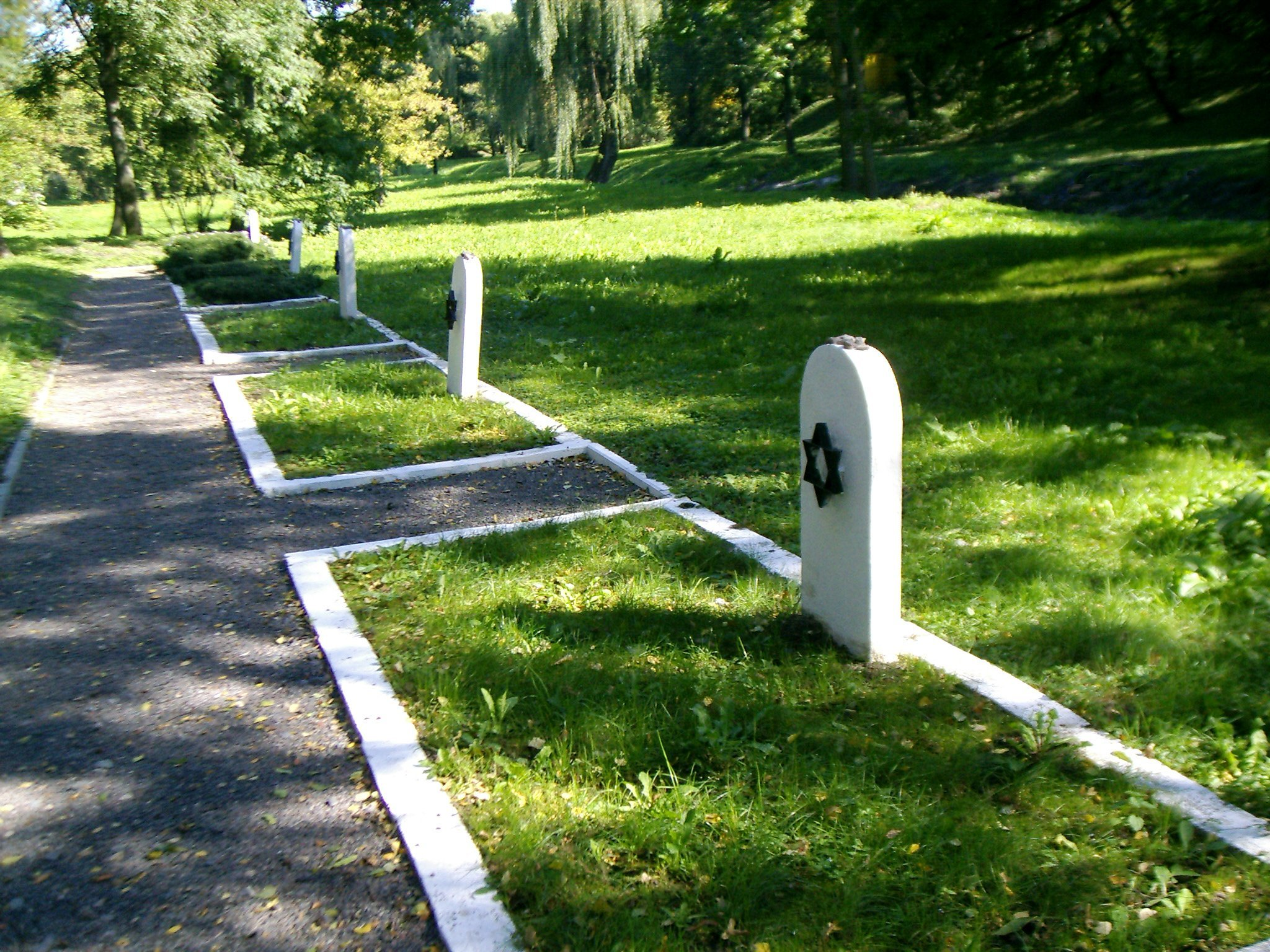
Groby zamordowanych Żydów
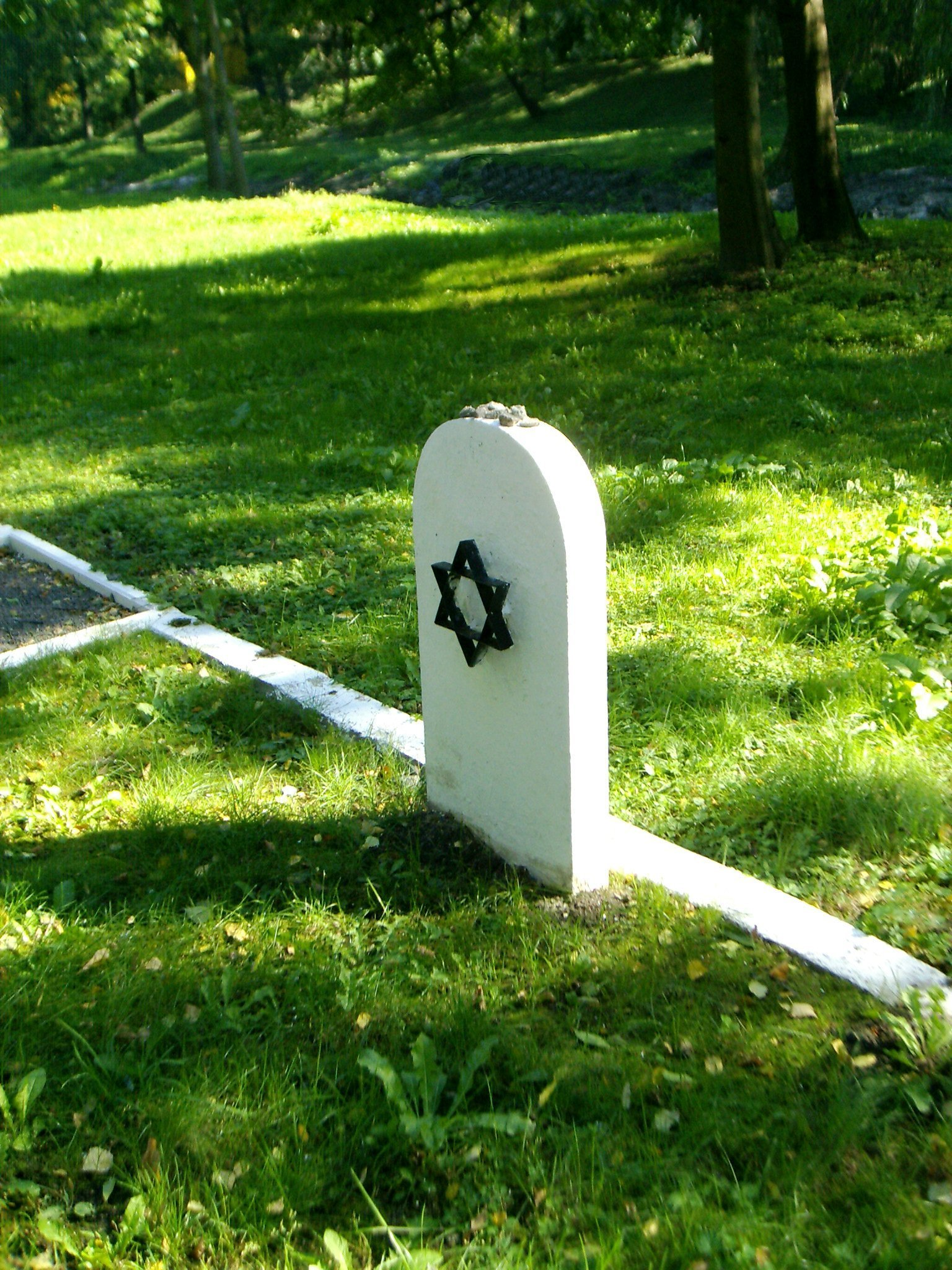
Odwiedzający je Żydzi zostawiają kamienie
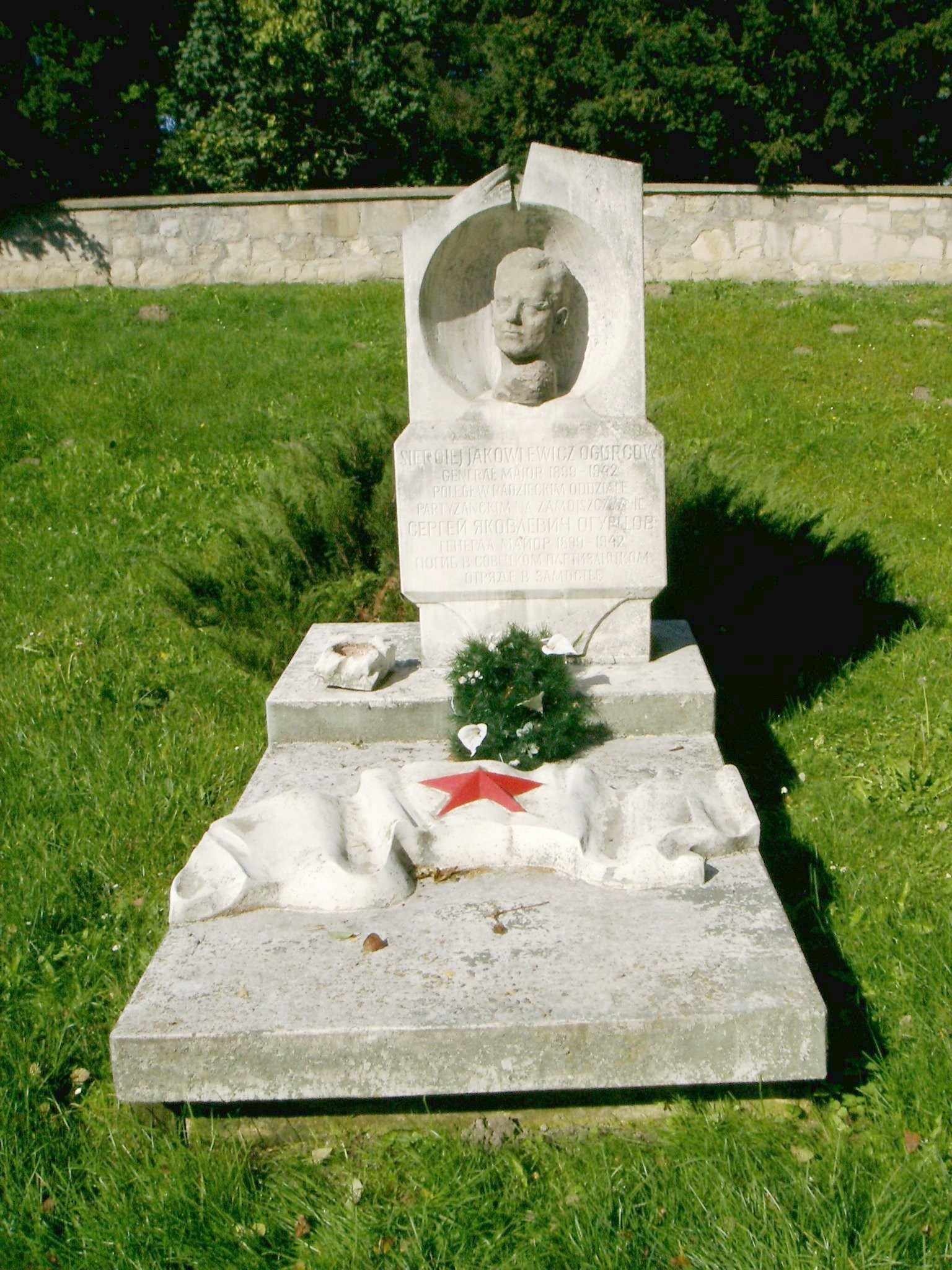
Pomnik gen. Ogurcowa
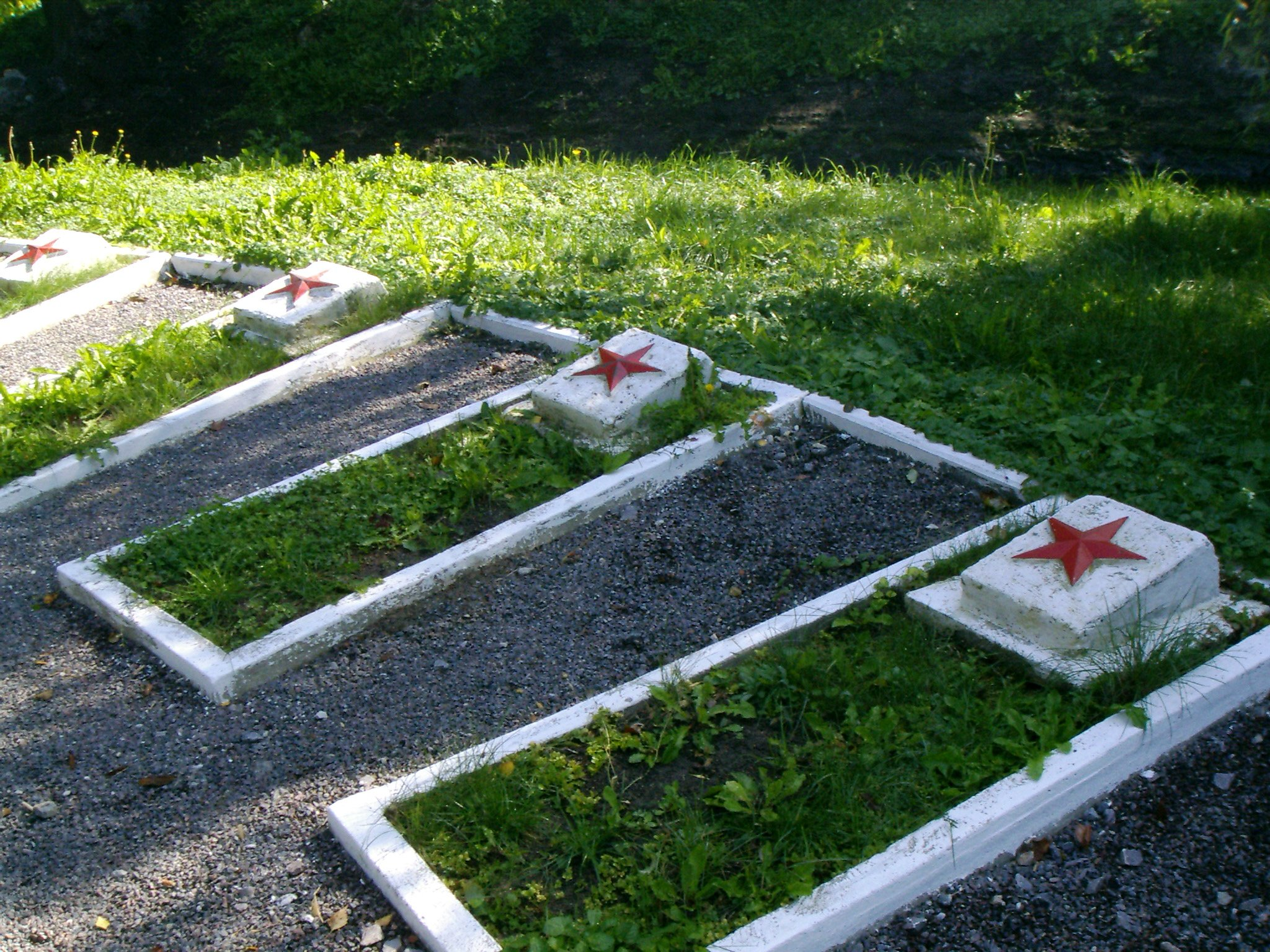
Kwatery radzieckich partyzantów
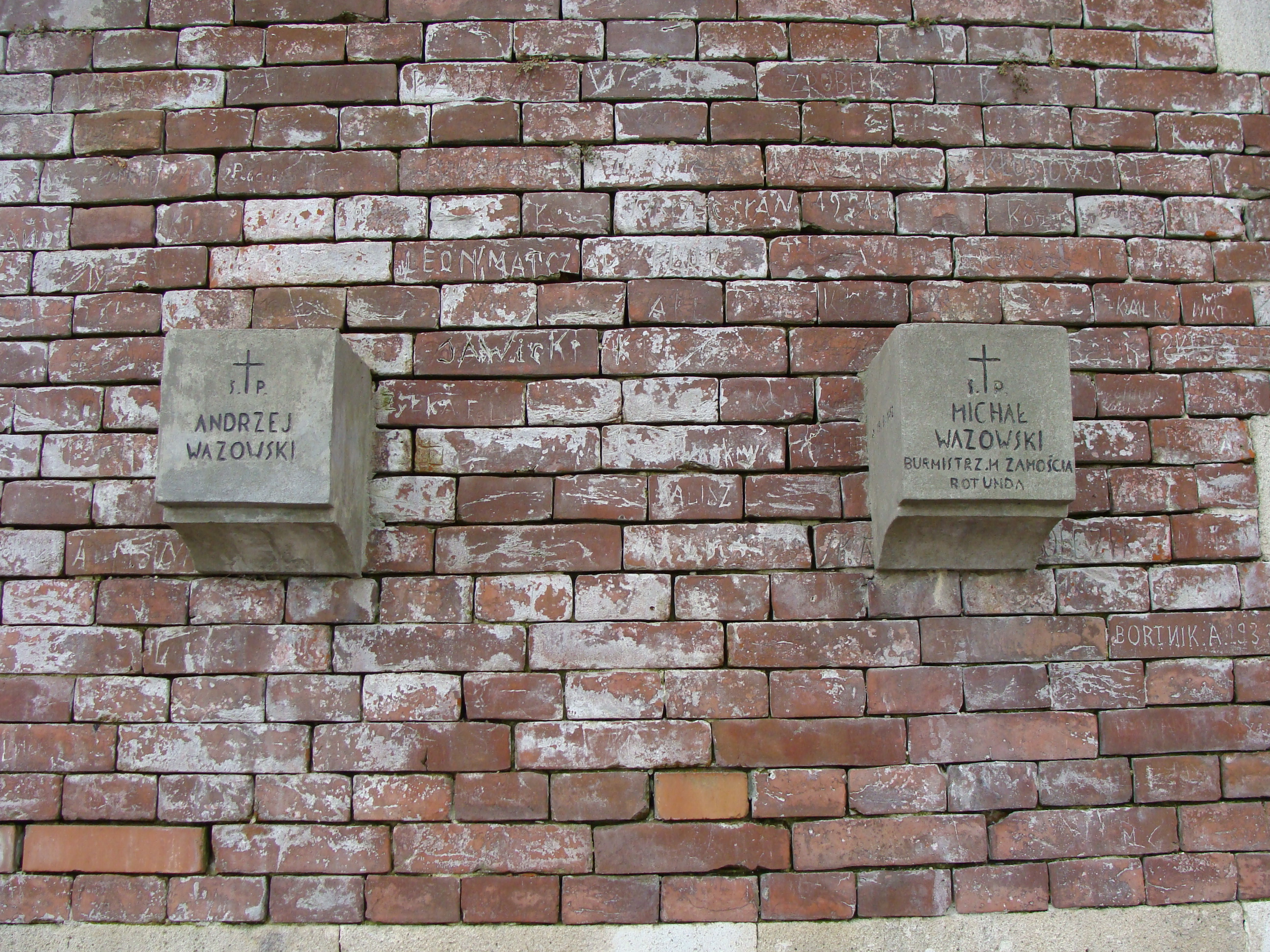
Nagrobki zamordowanego burmistrza Zamościa i jego syna